# Немецкие колонисты

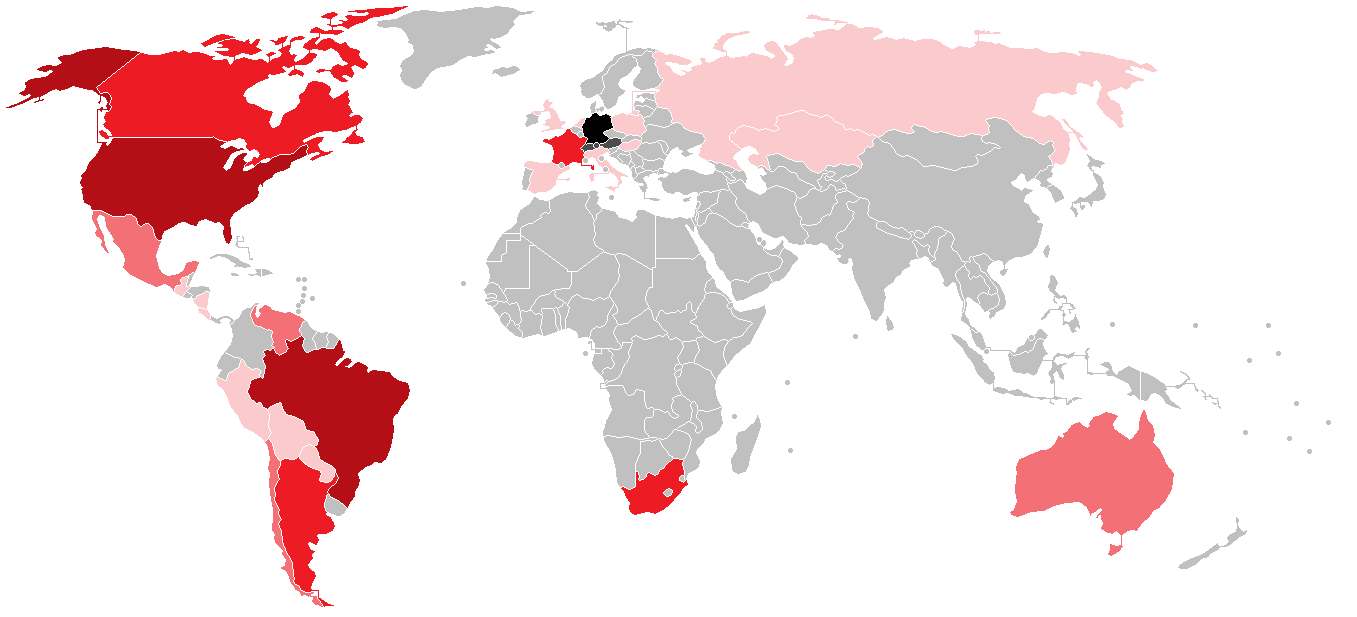
Немецкая диаспора

Немецкие колонисты — название выходцев из немецкоязычных государств (королевств, княжеств и так далее), по какой-либо причине уехавших с исторической родины и проживающих компактно в поселениях на других территориях мира.

## История
В отличие от других европейских государств, начавших политику колонизации ещё в XVI веке, из немецких государств лишь Бранденбург в конце XVII века обладал небольшими колониальными владениями (см. Колонии Германии). Германия начала активную политику колонизации только в конце XIX века. Германская колониальная империя была образована в 1880—1890-х годах и просуществовала до конца Первой мировой войны, когда колонии были разделены между союзниками согласно Версальскому мирному договору.
Однако, немецкие поселения образованные по национальному признаку выходцами из Германии существовали и продолжают существовать во многих странах мира.
Значительные общины немцев живут в Бельгии (около 70 тысяч, имеют культурно-языковую автономию), Дании, Франции (Эльзас и Лотарингия (северо-восток департамента Мозель)), Италии, Польше, Чехии, Словакии, Венгрии, Румынии (румынские немцы), России (российские немцы), Казахстане (также причисляемые к российским немцам в силу общности происхождения и культурно-языковой близости), а также в Бразилии, других странах Латинской Америки, Намибии и США (при этом по данным переписи населения лица немецкого происхождения представляют в США наиболее многочисленную группу, опережая по численности выходцев из Англии).
В англоязычных странах, где культурные традиции населения весьма схожи с германскими, немцы по большей части утратили национальную самобытность, но во многих странах южной Америки немцы продолжают сохранять свои немецкую самоидентификацию. После США больше всего немцев живёт в Бразилии — более 12 млн. Самая большая немецкая колония в Южной Америке — город Блуменау в провинции Санта-Катарина. В Аргентине около 3 млн жителей имеют немецкие корни.

## Немецкие колонисты в России
Около 90 % немцев России в XVIII—XIX века составляют так называемые колонисты. В XVIII же веке по приглашению Екатерины II (манифест от 4 (15) декабря 1762 года) началось переселение немецких крестьян (так называемых колонистов) на свободные земли Поволжья и позже Северного Причерноморья — многие из этих крестьянских семей оставались в местах своего первоначального компактного проживания на протяжении более чем полутора столетий, сохраняя немецкий язык (в законсервированном по сравнению с немецким языком Германии виде), веру (как правило, лютеранскую, католическую) и другие элементы национальной культуры.
Прибывшие в Россию переселенцы освобождались от «всяких налогов и тягостей» на разные сроки. В частности, на 30 лет от налогов освобождались иностранцы, селившиеся колониями на землях, обозначенных в реестре как свободные для поселения. Манифест 1763 г. обещал беспроцентную ссуду на десять лет на строительство домов, закупку продовольствия до первого урожая, скота, сельскохозяйственного инвентаря и инструментов для ремесленников. Кроме того, разрешалось полное самоуправление в колониях, без вмешательства в организацию внутренней жизни поселений со стороны государственных чиновников.
Первая волна миграции, направленная в район Поволжья, прибыла в основном из земель Рейнланд, Гессен и Пфальц. Следующий поток эмиграции был вызван манифестом императора Александра I 1804 года. Этот поток колонистов был направлен в район Причерноморья и Кавказа, и состоял большей частью из жителей Швабии; в меньшей степени жителей Восточной и Западной Пруссии, Баварии, Мекленбурга, Саксонии, Эльзаса и Бадена, Швейцарии, а также немецких жителей Польши.
В 1860-х годах 200 000 колонистов переселились из Польши на Волынь. Перед Первой мировой войной число немецких деревень в Российской империи (не считая российской части Польши) составляло от 3 до 4 тысяч.
В 1870-х годах положение немецких колонистов стало ухудшаться. Отмена привилегий и введение всеобщей воинской повинности привело к переселению многих колонистов в Бразилию, Аргентину и США.